# Karl Kern (Schriftsteller)
Karl Richard Kern (* 9. Juli 1902 in Graupen, Bezirk Außig, Österreich-Ungarn; † 6. September 1982 in Malmö, Schweden) war ein deutschsprachiger sozialdemokratischer Parteifunktionär, Schriftsteller, Redakteur und Lyriker. 

## Leben
Das Arbeiterkind aus dem böhmischen Teil des Erzgebirges war zunächst Berg- und Eisenbahnarbeiter, später Angestellter bei einer Krankenkasse. 1919 schloss er sich der Deutschen Sozialdemokratischen Arbeiterpartei in der Tschechoslowakischen Republik (DSAP) an und wurde 1924 Sekretär des Sozialistischen Jugendverbandes der Tschechoslowakei. Seit 1926 war er Mitglied des Parteivorstandes der DSAP. Beruflich arbeitete Kern in den 1930er Jahren als Redakteur für sozialdemokratische Zeitungen in Reichenberg, Prag und Troppau. 
Nach der Sudetenkrise und dem Münchner Abkommen im Oktober 1938 emigrierte Karl Kern nach Schweden, wo er die Leitung der Auslandsabteilung des Arbeitsamtes Südschweden übernahm. Während des Zweiten Weltkriegs half er vielen Verfolgten bei der Emigration nach Schweden. In seiner Freizeit betätigte er sich als Lyriker und Übersetzer.
Von 1948 bis 1973 war er Vorsitzender der Treuegemeinschaft der Sudetendeutschen Sozialdemokraten in Skandinavien. Eine Freundschaft verband ihn mit Wenzel Jaksch (SPD).

## Auszeichnungen
- 1971: Europäischer Karlspreis der Sudetendeutschen Landsmannschaft

## Schriften (Auswahl)
- Liebe, Leben, Welt. Gedichte. München 1967.
- Kette der Gesinnung. 3 Reden über große Sudetendeutsche. München [1968].
- Heimat und Exil – von Böhmen nach Schweden. Nürnberg [1980].

## Nachlass
Kerns Nachlass befindet sich im Bayerischen Hauptstaatsarchiv in München.